# الديك (سهرة تلفزيونية)

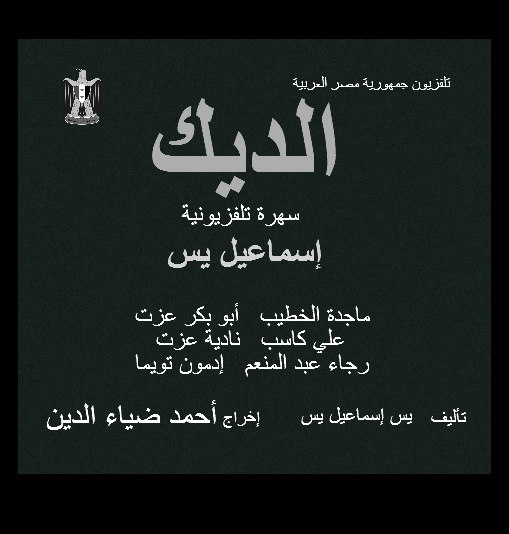

الديك سهرة تلفزيونية فيلمية قصيرة للمخرج أحمد ضياء الدين عام 1970 عن قصة كتبها ياسين إسماعيل ياسين. السهرة من بطولة إسماعيل يس، وماجدة الخطيب، وأبو بكر عزت، وعدلي كاسب، تدور الأحداث حول عبد السلام الذي يحمل ديك رومي مطبوخ من المطعم الذي يعمل به لتوصيله إلى عميل للمطعم.

## طاقم التمثيل
إسماعيل يس: في دور عبد السلام (عامل توصيل الطلبات)
ماجدة الخطيب: في دور سنية (الزوجة الأولى لإبراهيم)
أبو بكر عزت: في دور إبراهيم صادق عوض (عميل المطعم)
نادية عزت: في دور أم عصام (زوجة عبد السلام)
رجاء عبد المنعم: في دور الزوجة الثانية لإبراهيم
إدمون تويما: في دور صاحب المطعم (رئيس عبد السلام)
عدلي كاسب: في دور صاحب مطعم (مشتري الديك)
بالاشتراك مع: حسين إسماعيل – عبد العظيم كامل – عصمت نعمان – محمد شعلان – الأطفال (ناصر ضياء الدين – مديحة المنياوي)

## أبطال السهرة
كانت هذه السهرة من أواخر أعمال إسماعيل يس حيث تم تصويرها عام 1970ـ تلى ذلك ثلاث أعمال في عام 1971: فيلم تلفزيوني «نص مليون جنيه» (أشار يس إسماعيل يس إلى أن أول فيلم كتبه كان (نصف مليون جنيه) وكان آخر فيلم لوالده)، مسلسل «عجيب افندي»، وأخيراً فيلم «الرغبة والضياع» (توفي قبل أن يستكمل دوره).

## أحداث السهرة
يذهب عبد السلام (إسماعيل يس) في يوم شم النسيم إلى المطعم الذي يعمل به، بعد أن يودع زوجته أم عصام (نادية عزت) وأولاده وهو يعدهم بأن يأتي لهم بالطعام والحلويات في طريق عودته، وتناوله أم عصام قبل ذهابه فاتورة الكهرباء. يصل عبد السلام إلى المطعم والطعام تتصاعد رائحته في المكان، ويتخيل نفسه يحمل أنواع الطعام المختلفة إلى زوجته وعائلته. يطلب صاحب المطعم (إدمون تويما) من عبد السلام أن يحمل «ديك رومي» مطبوخ، إلى حي مصر الجديدة، إلى أحد عملاء المطعم الذي طلب هذا الديك بعد تسديد مبلغ عشرة جنيهات ثمناً له، ويناول عبد السلام قصاصة ورق تحمل عنوان منزل العميل، ويطلب من عبد السلام أن يعيد فاتورة «الديك» بعد أن يوقع عليها العميل لضمان وصول المطلوب. يسلم رجل الصندوق بالمطعم مبلغاً من المال لعبد السلام لكي يستقل سيارة أجرة لسرعة توصيل المطلوب. ينطلق عبد السلام ولكنه يقرر أن يستقل المترو لتوفير المال، وعند هبوطه في منطقة مصر الجديدة يضيع بين الشوارع ويسأل كل من يصادفه. يتصل تليفونياً بمنزل إبراهيم صادق عوض (أبو بكر عزت) عميل المطعم وطالب الديك، ترد على المكالمة الزوجة سنية (ماجدة الخطيب) التي تكتشف أن زوجها قد قام بطلب الديك المطبوخ لبيت غير بيتها، وتعرف العنوان من عبد السلام.
يصل عبد السلام إلى منزل إبراهيم، وأثناء تسليمه الديك تصل الزوجة وتتهم الزوج وتسأله لمن هذا الديك، ويجيب الزوج أنه لم يطلب هذا الديك، ويهمس لعبد السلام بتنازله عن الديك. تظهر سيدة آخرى بالبيت ويتضح أنها الزوجة الثانية، وتدور معركة بين السيدات. يلوذ عبد السلام بالفرار من المعركة، ويقرر بيع الديك في أقرب مطعم، وهناك يجد صاحب المطعم (عدلي كاسب) الذي يشك في أن عبد السلام ليس صاحب الديك، ويسلمه للشرطة، وفي قسم الشرطة يحضر صاحب المطعم ويتهم عبد السلام، ولا ينقذه سوى حضور الزوجتين بصحبة إبراهيم، الزوج المصاب، لطلب الطلاق من الزوج الخائن. يعترف إبراهيم بالتنازل عن الديك لإسماعيل الذي يعود لزوجته بعد أن باع الديك وأتى بطعام وحلوى لأسرته.

## وصلات خارجية
https://elcinema.com/work/2027314 الديك (سهرة تلفزيونية)
https://karohat.com/Title/890be73d-1a50-42d5-a7c0-8b8ec03be077 الديك (سهرة تلفزيونية)
https://www.youtube.com/watch?v=lNf4XmY-Yao الديك (سهرة تلفزيونية)
https://www.youtube.com/watch?v=BWlaXq64EHA الديك (سهرة تلفزيونية)